# Arrone
Arrone ist eine italienische Gemeinde mit 2526 Einwohnern (Stand 31. Dezember 2023) in der Provinz Terni in der Region Umbrien und ist Mitglied der Vereinigung I borghi più belli d’Italia (Die schönsten Orte Italiens).

## Geographie

Lage der Gemeinde Arrone in der Provinz Terni

Arrone liegt im Südosten Umbriens an der Grenze zur Provinz Rieti (Latium) im Tal des Flusses Nera, etwa 15 km östlich der Provinzhauptstadt Terni und 66 km südöstlich der Regionalhauptstadt Perugia in der klimatischen Einordnung italienischer Gemeinden in der Zone D, 1 800 GG. Die Gemeinde liegt auf 243 m s.l.m. Das Gemeindegebiet gehört zum Naturpark Parco Fluviale del Nera und ist Teil der Verwaltungsgemeinschaft Comunità montana Valle del Nera e Monte San Pancrazio. Die Kirchen der Gemeinde gehören zum Erzbistum Spoleto-Norcia.
Die Gemeinde besteht aus dem Hauptort Arrone, der auf einem Hügel auf der linken Seite der Nera liegt, sowie den Ortsteilen Buonacquisto, Casteldilago, Castiglioni, Colle Sant’Angelo, Palombare, Rosciano, Tripozzo, Vallecupa und Valleludra.
Die Nachbargemeinden sind Ferentillo, Labro (RI), Montefranco, Morro Reatino (RI), Polino und Terni.

## Geschichte
Arrone entstand als Ansiedlung um eine zu Ende des 9. Jahrhunderts von einer gleichnamigen römischen Familie gegründeten Burg. Im Mittelalter war der Ort bedeutend, da er an der Straße lag, die die Abruzzen über Rieti mit dem Herzogtum Spoleto verband. Von 1229 bis ins 15. Jahrhundert gehörte der Ort zum Herzogtum Spoleto, danach, bis zur italienischen Einigung, zum Kirchenstaat. Das Gemeindestatut stammt aus dem Jahre 1542.

## Sehenswürdigkeiten
Der Hauptort Arrone besteht aus zwei mittelalterlichen Ansiedlungen, dem höher gelegenen La Terra innerhalb der Mauern der mittelalterlichen Burg, sowie das Borgo Santa Maria zu Füßen des Hügels. Eine weitere Siedlung mit mittelalterlichem Kern ist der Ortsteil Casteldilago.

### Arrone

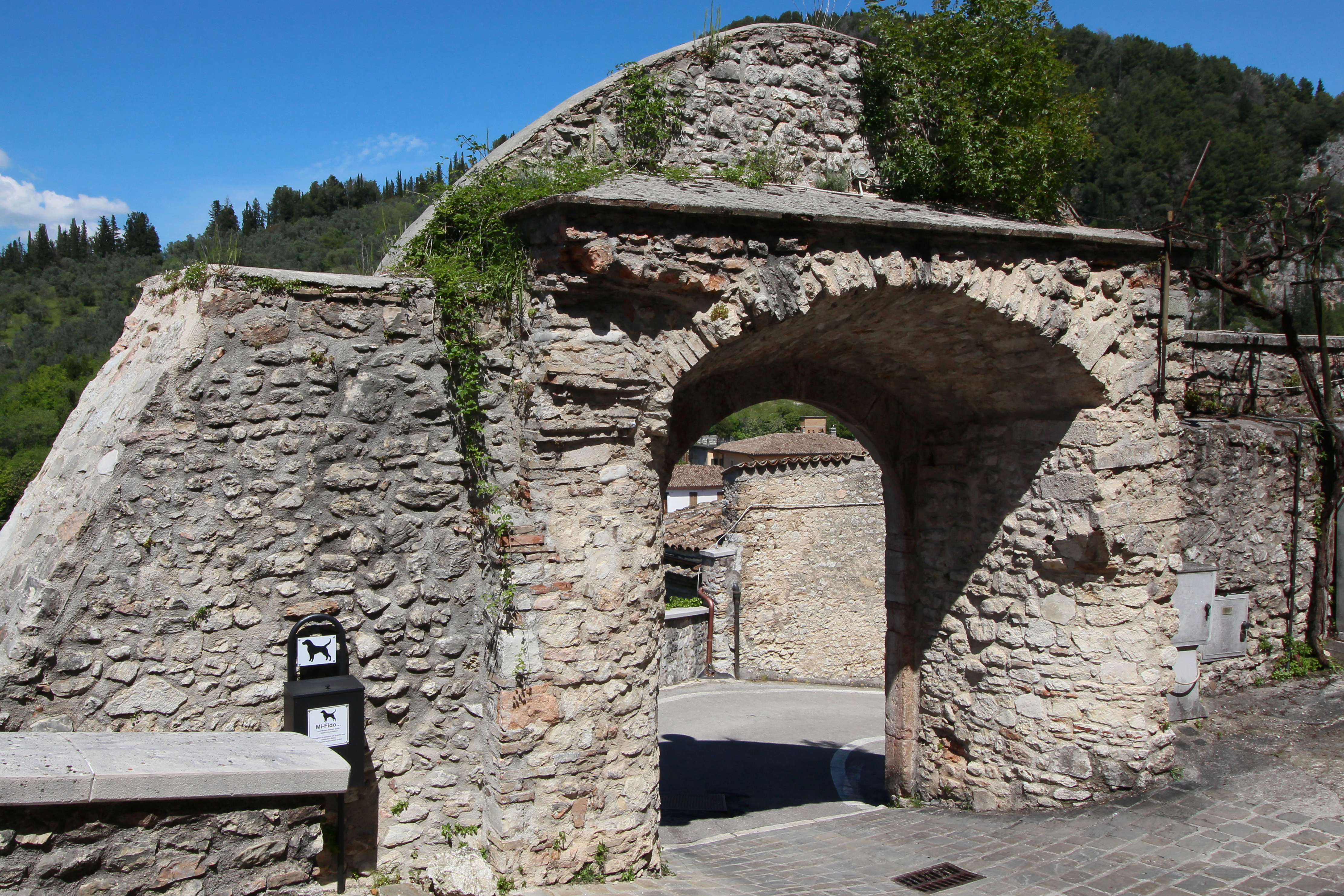
Wehrtor Porta San Giovanni

- San Giovanni Battista – Kirche in La Terra (14.–15. Jahrhundert).[4] In der Apsis sind Fresken der Umbrischen Schule aus dem 15. Jahrhundert erhalten.
- Porta San Giovanni, Wehrtor der Stadtmauern und Zugang vom Borgo Santa Maria zur Altstadt von La Terra.
- Santa Maria Assunta – Dreischiffige Kirche im Borgo Santa Maria mit einem Portal aus dem 15. Jahrhundert. Im Innenraum befinden sich Fresken von Vincenzo Tamagni, Giovanni da Spoleto (Storie della Vergine) und Jacopo Siculo (1544),[4] dazu Bilder von Künstlern der Umbrischen Schule.
- Madonna della Quercia, Kirche im Borgo Santa Maria, die 1627 um das Bild Madonna dello Schioppetto entstand.[6]
- Madonna del Carmine, Kirche nördlich des Borgo Santa Maria.

### Casteldilago
- San Valentino, Kirche im Ortskern und am höchsten Punkt von Casteldilago.
- San Nicola – Kirche kurz außerhalb der Befestigungsmauern von Casteldilago, mit Fresken von Lo Spagna (Giovanni di Pietro), 16. Jahrhundert.[7]
- San Francesco, ehemaliger Konvent an der Straße nach Arrone.

### Weitere
- Santuario della Madonna dello Scoglio – Wallfahrtskirche etwa 1,5 km südlich von Casteldilago, 16. Jahrhundert.[7]
- Sant’Antonio da Padova, Kirche im Ortsteil Castiglioni.
- San Filippo Neri, Kirche im Ortsteil Rosciano.
- San Giuseppe, Kirche im Ortsteil Palombare.
- Santa Maria di Colleporto, Kirchenruine bei Colleporto.
- Santa Maria Maddalena, Kirche im Ortsteil Buonaquisto.

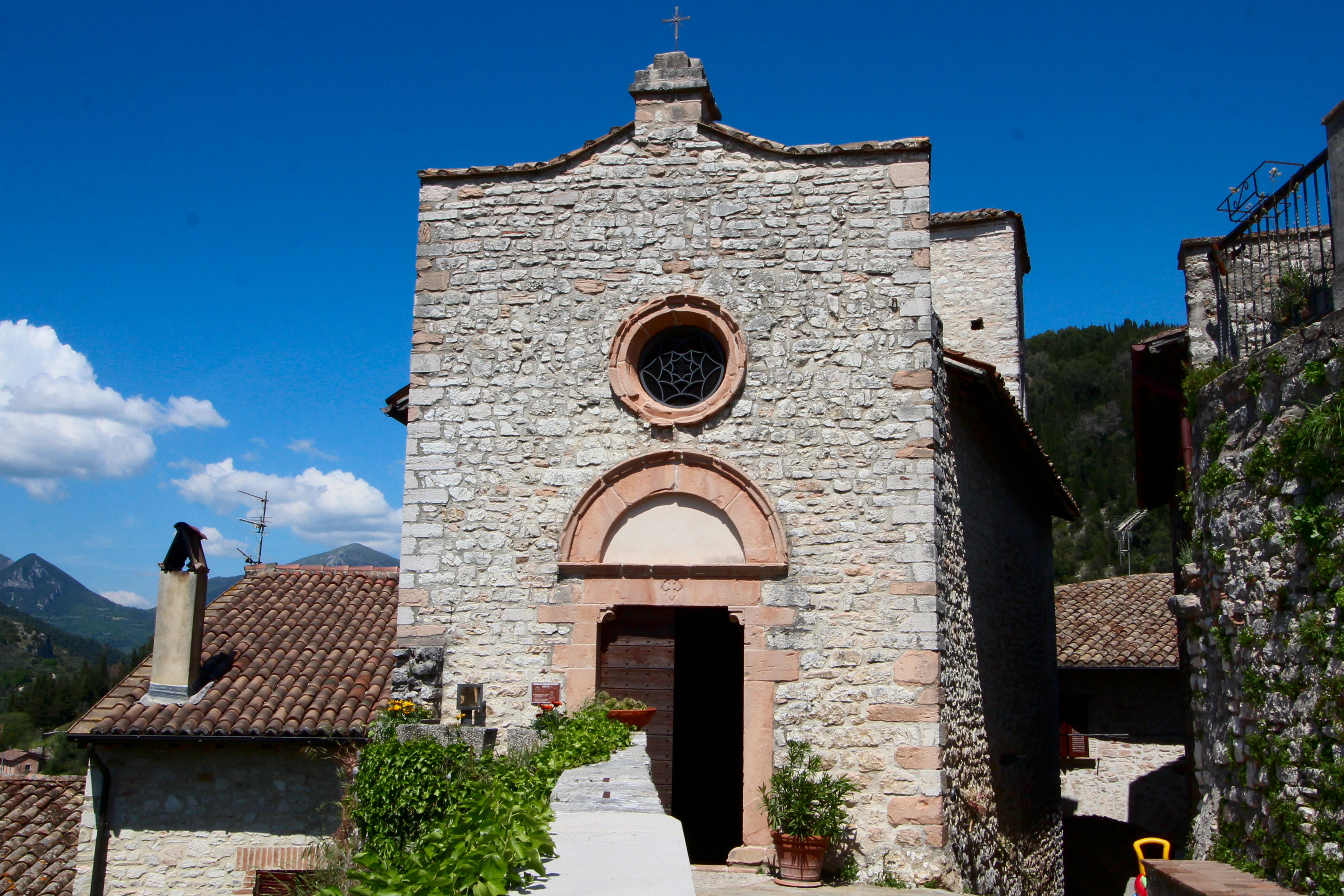
San Giovanni Battista in Arrone La Terra
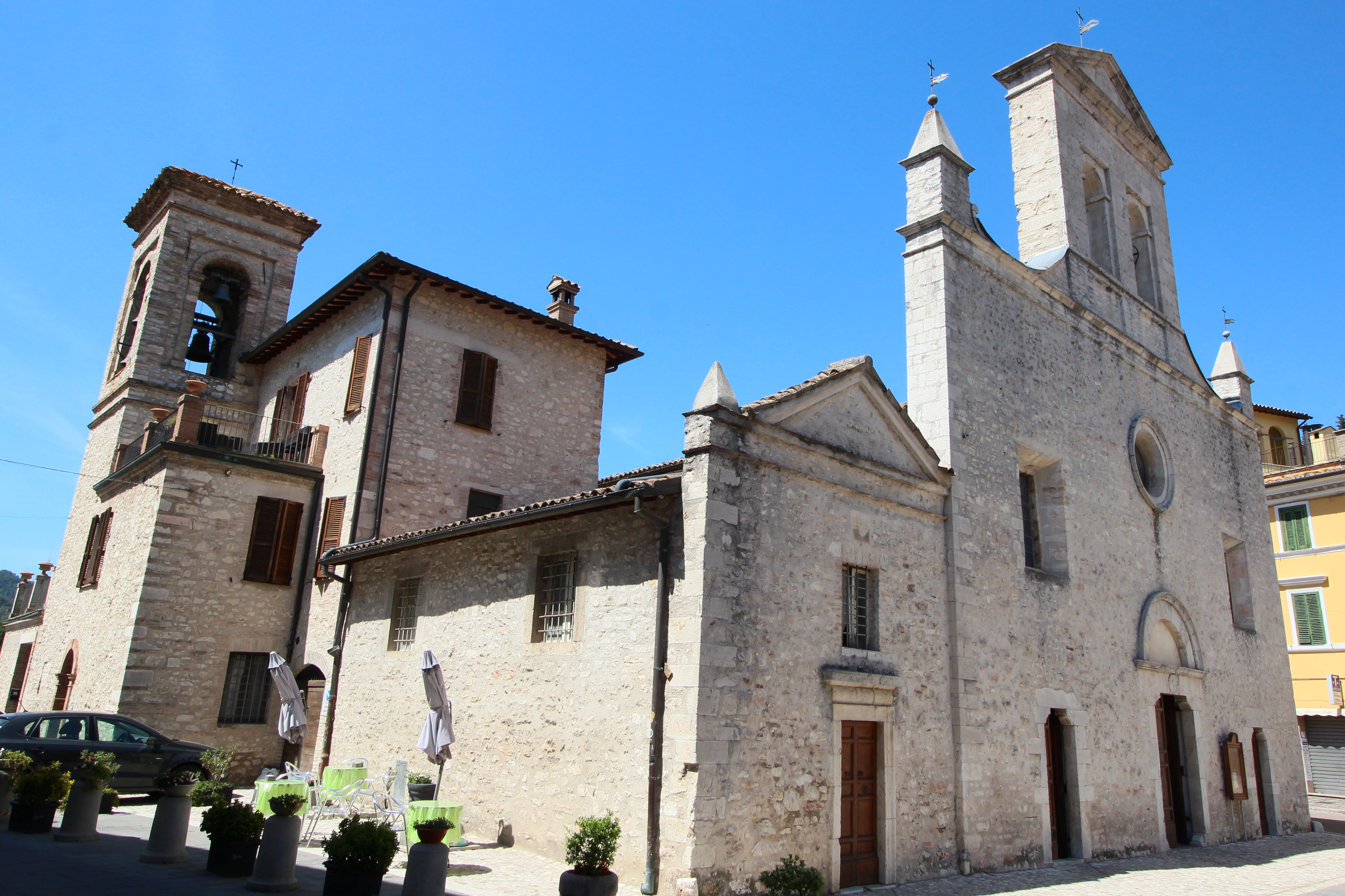
Santa Maria Assunta in Arrone
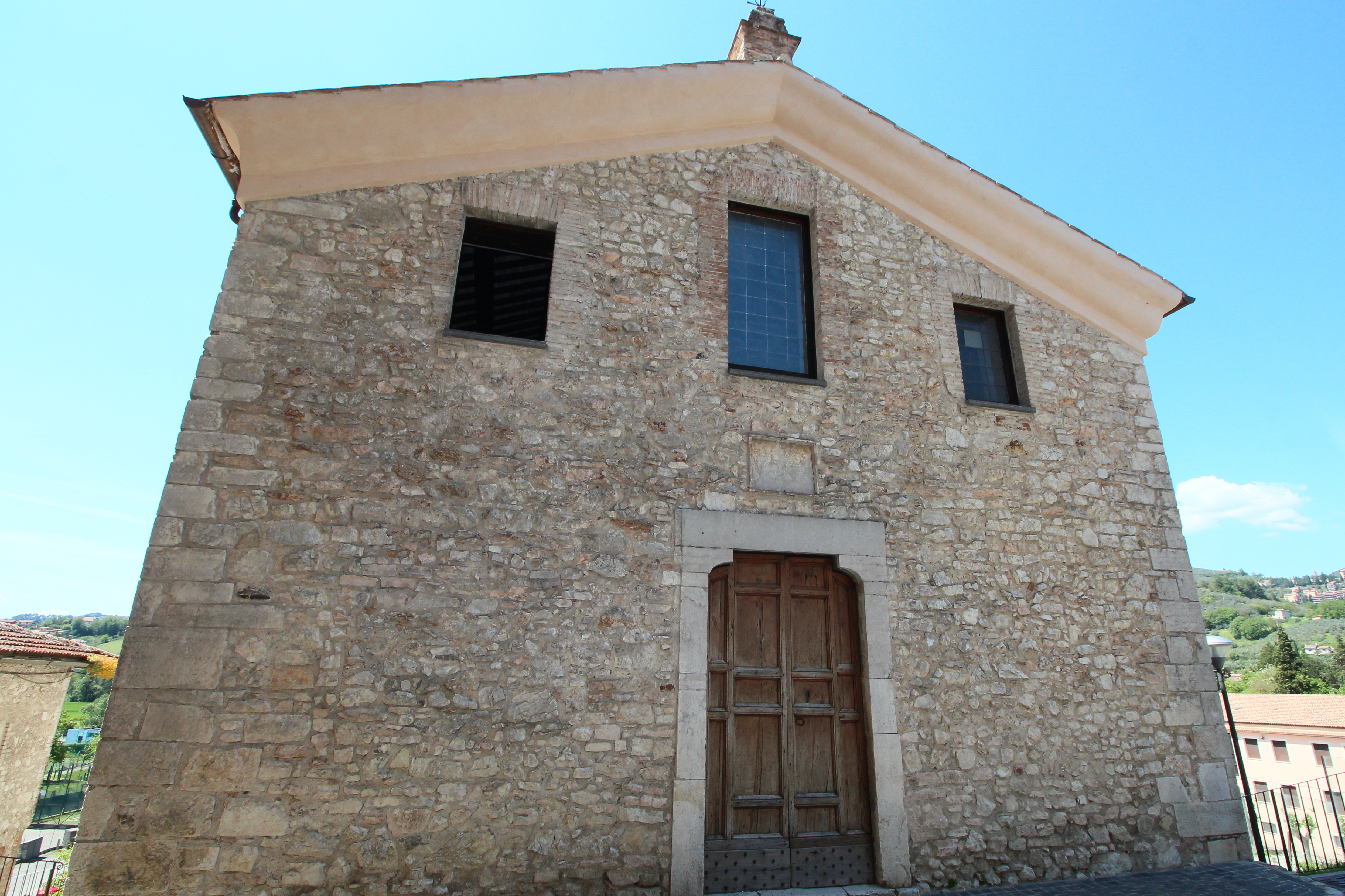
Madonna della Quercia in Arrone
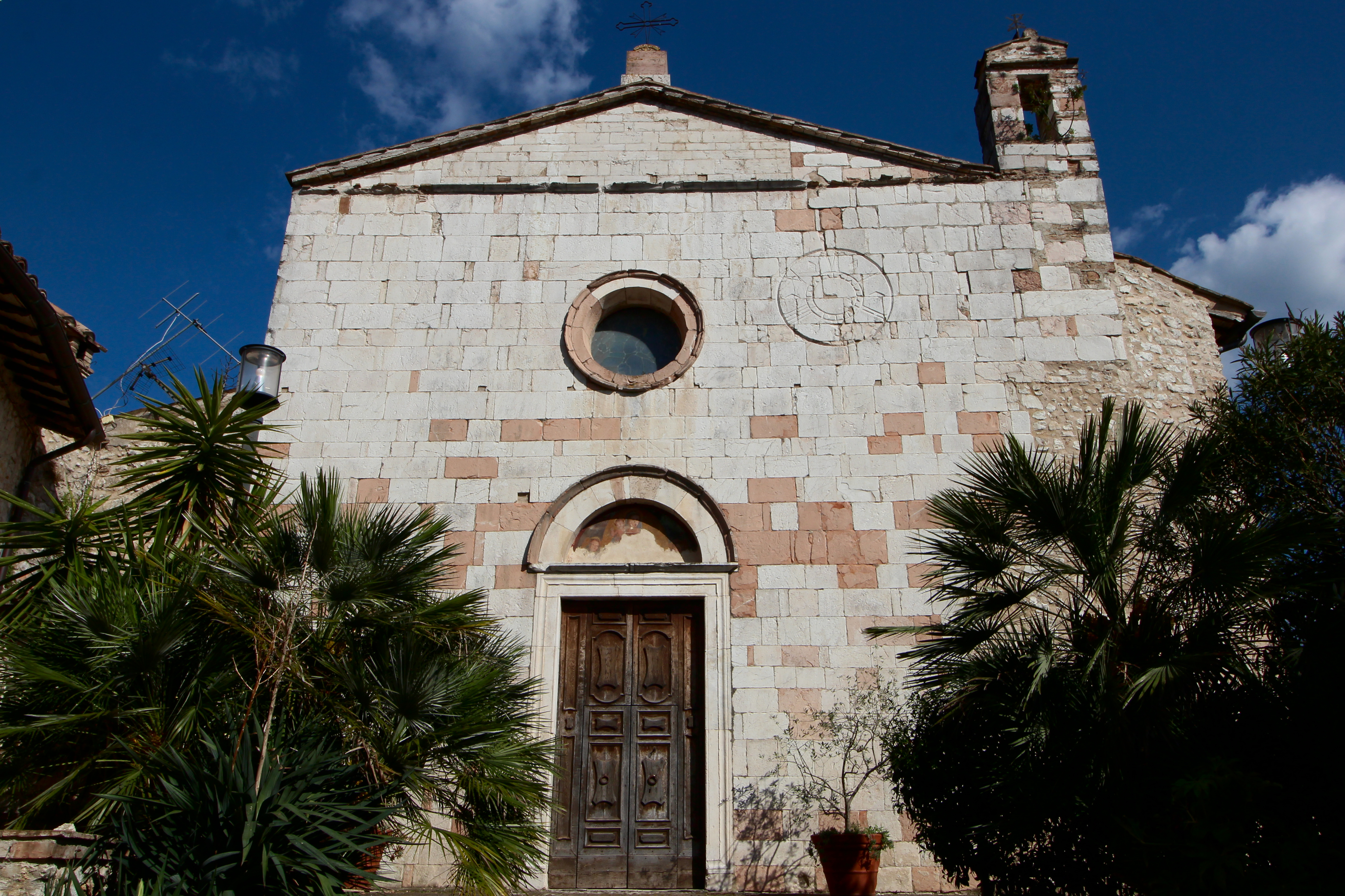
San Valentino in Casteldilago
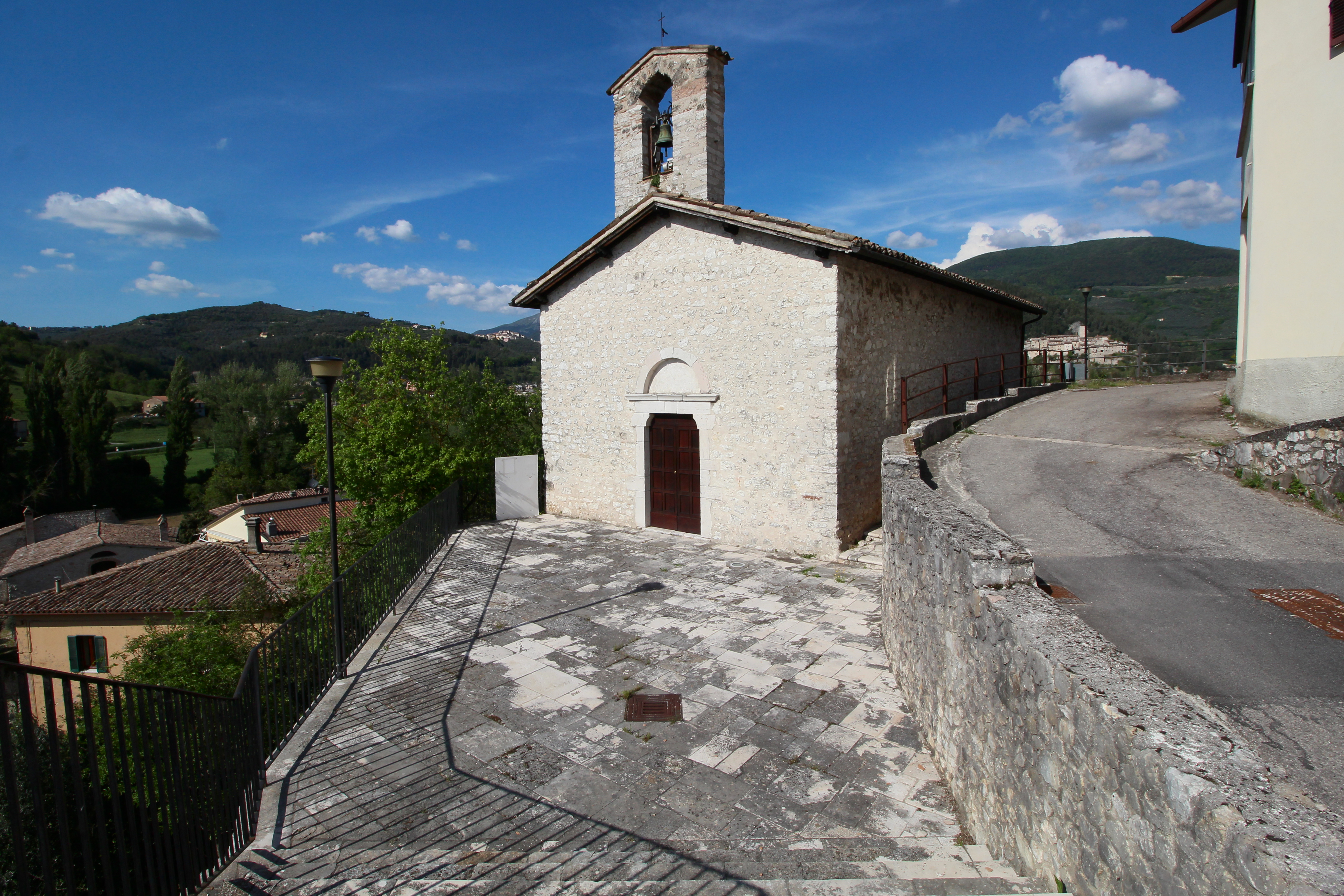
San Nicola in Casteldilago
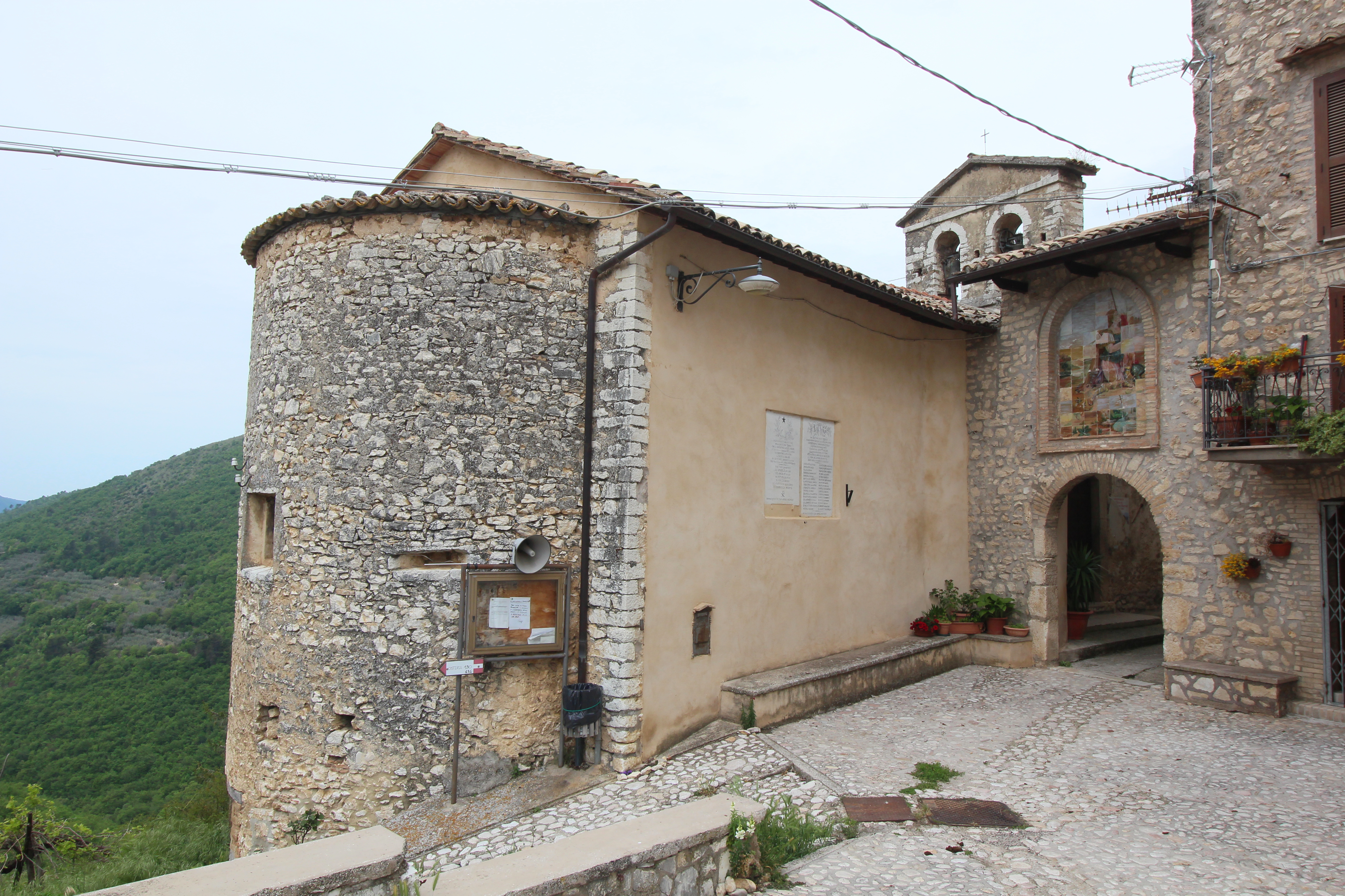
Santa Maria Maddalena in Buonacquisto
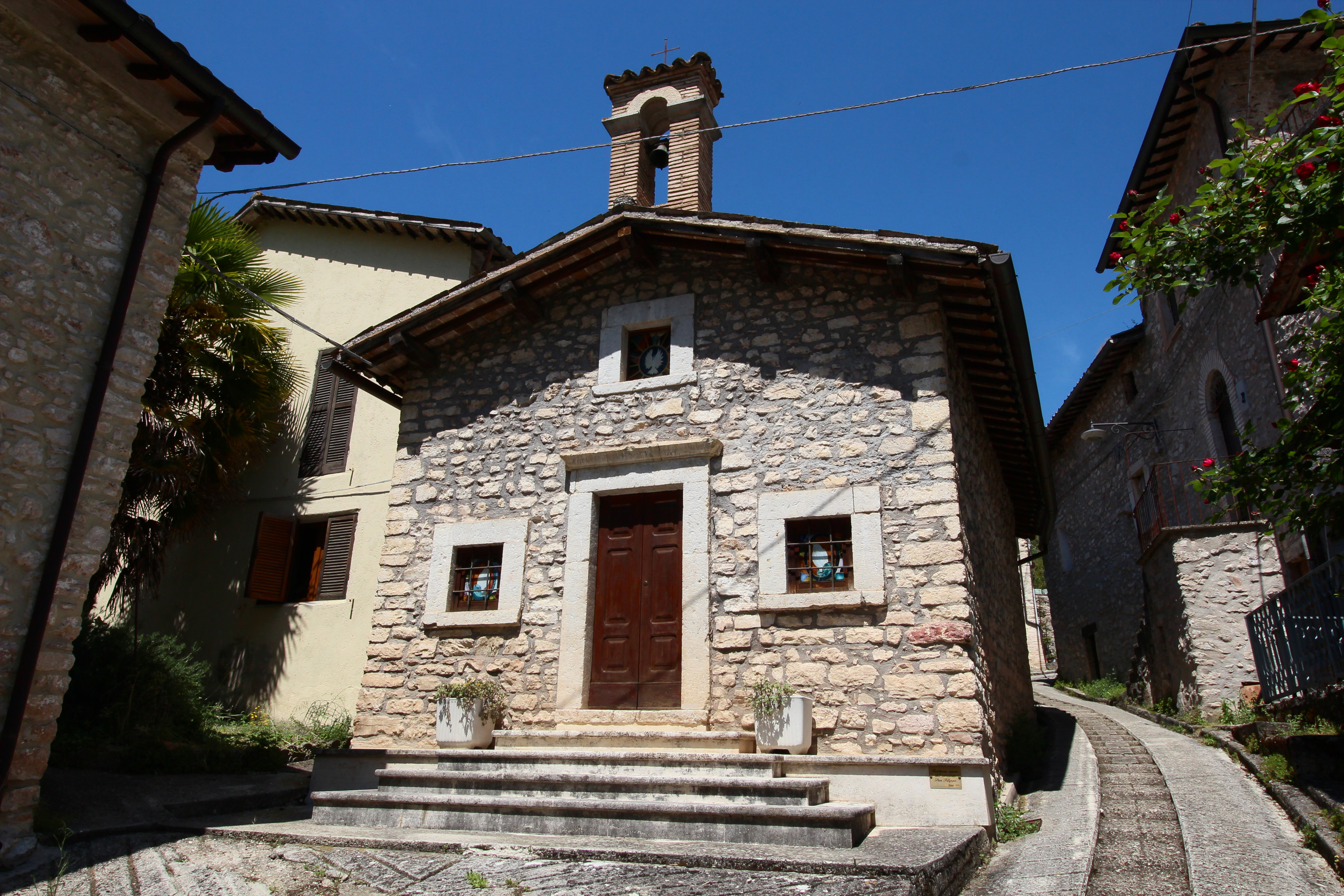
San Filippo Neri in Rosciano

## Regelmäßige Veranstaltungen
- Fest des Ortspatrons San Giovanni Battista (24. Juni)
- Trofeo delle Acque – Kanuwettbewerb auf dem Fluss Nera (erster Julisonntag)

## Wirtschaft
Die Gemeinde Arrone lebt von Landwirtschaft (Olivenanbau, dazu typische Produkte wie Trüffeln, Forellen), Handwerksbetrieben und sportlich geprägtem Tourismus (Kanusport, Rafting, Trekking, Klettern).

## Persönlichkeiten
- Guido Balzarini (1874–1935), Fechter